# Rorschach (huyện)
Huyện Rorschach (tiếng Pháp: District du Rorschach, tiếng Đức: Bezirk Rorschach) là một huyện hành chính của Thụy Sĩ. Huyện này thuộc bang Bang Sankt Gallen. Huyện Rorschach có diện tích 50 kilômét vuông, dân số theo thống kê của cục thống kê Thụy Sĩ năm 1999 là 34557 người. Trung tâm của huyện đóng ở Rorschach. Mã của huyện là.